# Пензаспецавтомаш
«Пензаспецавтомаш» – российское предприятие, специализирующееся на производстве автозаправочных станций. Один из крупнейших в России производителей «умных» АЗС, занимающий долю в 30% рынка.

## История
Предприятие было создано в 1993 году. В первые годы существования занималось реализацией специализированных и грузовых автомобилей производства Грабовского завода спецавтомобилей и пензенского завода «Автомедтехника». В конце 1997 года предприятие было акционировано и сконцентрировалось на снабжении на реализации запасных частей для спецтехники.
В 2002 году было запущено собственное производство. В 2003-2005 годах предприятие выпускало искрогасители. В 2006 году началось производство компактных топливных колонок для автозаправочных станций. С этого момента предприятие стало выпускать АЗС и оборудование для них под товарным знаком Benza. Постепенно предприятие освоило выпуск передвижных, контейнерных и других типов АЗС, а также начало строить «под ключ» полноценные заправочные станции, оснащенные собственным программным обеспечением, позволяющим осуществлять заправку внутриведомственных заправочных станций без оператора.
В 2011 году предприятие победило в конкурсе «Золотой Меркурий» в номинации «Лучшее предприятие в сфере промышленного производства», а в 2012 году было номинировано в категории «Лучшее малое предприятие» в сфере промышленного производства. В 2016 году продукция «Пензаспецавтомаш» была удостоена знака «100 лучших товаров России».
26 сентября 2019 года "Пензаспецавтомаш" получила премию "Экспортер года". Компания считается лидером в России по производству топливозаправочного оборудования.
Предприятие является участником национального проекта «Производительность труда и поддержка занятости».
«Пензаспецавтомаш» является одним из ведущих машиностроительных предприятий Пензы. 
На 2021 год под товарной маркой Benza предприятие производит мобильные мини АЗС, контейнерные АЗС, прицепы-топливозаправщики, комплекты традиционных АЗС, резервуары для нефтепродуктов, автоматизацию контейнерных и ведомственных АЗС, электронасосы перекачки топлива, топливораздаточные колонки, системы безоператорной выдачи топлива и широкий спектр комплектующих. Данное заправочное оборудование поставляется таким компаниям как Газпром, Газпромнефть, Лукойл, Ликард, Алроса, Вимм-Билль-Данн, Норникель, Технониколь, Дамате, Транснефть и другим компаниям на территории стран СНГ, Белоруссии и Индии.
В апреле 2023 года АО «Пензаспецавтомаш» заключило эксклюзивный договор с Manoil Tashkent о дистрибуции топливораздаточного оборудования Benza на территории Узбекистана. Также компания – в числе финалистов премии в области информационных технологий «Приоритет.Цифра».
В августе 2023 года заправка «Пензаспецавтомаша» получила награду за лучший промышленный дизайн в категории «Городской дизайн. Прототип продукта». Предприятие представило дизайн контейнерной автозаправочной станции (АЗС) Benza.
В ноябре 2023 года бренд пензенского производителя топливораздаточного оборудования Benza АО «Пензаспецавтомаш» победил в конкурсе национальных брендов «Бренд года в России — 2023» в номинации «Промышленный бренд: Машиностроение». 